# Новокомпонована народна музика
Новокомпонована народна музика је назив за жанр популарне музике који је настао и развијао се у периоду између шездесетих и деведесетих година прошлог века, на темељима народног мелоса, у свим републикама бивше СФРЈ изузев Словеније.
Израз „новокомпонована“ је кориштен да би се нагласила разлика у односу на изворну, традиционалну народну музику. Иако је у почетку постојао известан труд да новокомпонована подсећа на изворну по музичким формама и текстовима, тај труд је убрзо нестао, па се новокомпонована музика све више удаљавала од својих извора.
Према својим карактеристикама (тиражима, броју и популарности медијских канала дифузије), представља типичан феномен масовне културе. Међутим, без обзира на то што се савршено уклапа у концепте масовне културе и западне потрошачке формуле који су у СФРЈ били на удару критике владајуће партије и државних структура, новокомпонована народна музика је због велике популарности међу масама, а вероватно и због атрибута народна који је у комунистичком режиму имао посебно значење, опстала и напредовала.
| „ | Новокомпонована народна музика од самих својих медијских почетака, отимајући се контроли званичне културе и спорадично се „провлачећи“ поред народне песме у обради, привлачила је пажњу критичке јавности и изазивала полемике у којима је добијала различите, углавном негативне вредносне и идеолошке предзнаке. | ” |

Ова врста музике је у СФРЈ била опорезована по посебној стопи пореза на промет, која је важила за садржаје без културне или уметничке вредности, популарно названој „порез на шунд“, па одатле потиче и колоквијални назив „шундаћи“ за песме овог жанра.
Међу извођаче новокомпоноване народне музике прве генерације спадају:
- Лепа Лукић
- Силвана Арменулић
- Мира Васиљевић
- Предраг Живковић Тозовац
- Шериф Коњевић

## Карактеристике
Основни инструмент у новокомпонованој народној музици је хармоника без које је „народњачки“ оркестар незамислив и која је својеврсни заштитни знак жанра. Остали инструменти су у почетку били акустични, али су их већ средином седамдесетих заменили електрични, па су обавезни у оркестру постали и електрична соло и бас-гитара, а почетком осамдесетих и синтисајзер и ритам машина.
У музичком смислу, новокомпонована народна музика не представља никакву вредност. Одликују је варијације на теме мелоса читавог Балкана, али и Турске, Блиског истока, па чак и Индије, прилагођене често веома скромним вокалним могућностима извођача, као и неумерено коришћење ефеката.
Текстови су најчешће банални и обилују патетиком. Углавном се баве тугом за изгубљеном љубављу, прељубом, јадиковањем над тешким животом, жаљењем за изгубљеном младошћу, носталгијом према напуштеном родном крају, али и мотивима из свакодневног живота, углавном са села. Често су на граници ласцивности. Текстописцима је у највећем броју случајева битна само рима, па су због ње склони да занемаре граматику, а неретко и логику. Овакви текстови су због тога веома често предмет подсмеха у медијима и међу онима који не воле ову врсту музике, али судећи по њиховом броју и популарности, може се закључити да то не погађа ни ауторе, ни извођаче, а ни публику која их слуша. Међу типичне примере спадају текстови:
| „ | Спавам, јадна, у дрвени кревет, а мој Миле у Аполо 9. Mомци нам се пењу на Венеру, девојке им киселицу беру. Суве шљиве и планете, а на Земљи плаче дете, тражи хлеба и салате, гладно дете, брате. | ” |

| „ | Ја сам жена двадесетог века која уме да схвати човека. Били смо некад два срећна лица, несуђеник и несуђеница... | ” |

## Развој новокомпоноване народне музике
Од својих раних почетака па до данас, ова врста музике се мењала и током деценија је претрпела значајне промене. Иако се тешко може говорити о стиловима или правцима у новокомпонованој народној музици, могуће је разграничити различите периоде у којима је долазило до битних промена.

### Шездесете године
Овај период карактерише акустична музика чији су се аутори трудили да звуком и текстом што више подсећа на изворну народну музику. Најчешћи инструменти су хармоника, гитара и контрабас, а често и виолина и кларинет. Извођачи ове музике, као што су Василија Радојчић, Лепа Лукић, Силвана Арменулић, Предраг Гојковић Цуне и Предраг Живковић Тозовац су познати и као интерпретатори изворних народних песама завидних гласовних могућности.

### Седамдесете и осамдесете године
Новокомпонована народна музика је у овом временском раздобљу доживела процват и постала масовни феномен какав се у југословенским оквирима може поредити са рокенролом на западу коју деценију раније. Упркос декларативним осудама партијског и државног врха, тиражи плоча су расли, број извођача се у овом периоду експоненцијално повећао.
Музику су одликовала све већа одступања од изворне, уз све ширу примену електричних инструмената и ослонац на фолклорне мотиве читавог балканског простора, Турске, па и Блиског истока. Овај период карактерише почетак примене бизарних текстова пуних плитке патетике и одсуства смисла. На сцени су се појавила многа данас позната естрадна имена: Бора Спужић - Квака, Мирослав Илић, Шабан Шаулић, Шемса Суљаковић, Боро Дрљача, Халид Бешлић, Миле Китић, Милош Бојанић, Митар Мирић, Весна Змијанац, Вера Матовић, Ера Ојданић, Томислав Чоловић, Халид Муслимовић и многи други.
Почетком осамдесетих, Фахрета Јахић, позната као Лепа Брена, је постала прва мегазвезда новокомпоноване народне музике са више милиона продатих плоча, многобројним концертима широм Југославије, као и у Румунији и Бугарској и улогама у шест играних филмова и више телевизијских серија. О феномену популарности „Лепе Брене“ вероватно највише говори чињеница да је по њој носила име чак и једна врста вина винарије „Сићево“, као и стамбена зграда у Крагујевцу.
Новокомпонована народна музика је средином осамдесетих почела да се сели из свог традиционалног, кафанског окружења у „фолкотеке“ - локале налик на дисокотеке у којима се пуштала искључиво ова врста музике.

### Деведесете године - турбо фолк
Настао је у Југославији крајем осамдесетих година пошлог века, а врхунац популарности достигао је деведесетих, захваљујући агресивној промоцији бројних радио станица и телевизија Палма и Пинк, које су емитовале скоро искључиво ову врсту музике. Одликују га брзи ритмови и искључиво електрични инструменти, са обавезним синтисајзером, уз обиље ефеката. Из овог периода потиче израз „шабанајзер“, који у жаргону означава синтисајзер који се користи невешто или уз неумерену примену ефеката. Текстови се уклапају у општи образац новокомпоноване музике. Многи противници турбо-фолка га сматрају парадигмом супкултуре деведесетих и подилажења ниском укусу маса.
Велика већина извођачица ове врсте музике је остала запамћена по неукусно оскудној гардероби, изношењу приватног живота у јавности, честим скандалима и љубавним везама са припадницима подземља..
Обожаваоци ове врсте музике гајили су сопствени стил облачења који се састојао од обавезних патика Најки „ер макс“, масивних златних огрлица и мајица упасаних у фармерице марке „Дизел“, по којима су прозвани „дизелаши“. Турбо-фолк је имао снажан утицај на музику других земаља, попут Бугарске (чалга) и Грчке (лаики). Из њега су у Србији настали поп-фолк и техно-фолк.

### Период после 2000: поп фолк и техно фолк
Музички правци настали у Србији после 2000, на које је највећи утицај имао турбо-фолк. Ово су у ствари варијанте турбо-фолка, али са већим утицајем попа, техно и електронске музике. Иако је приметан знатан отклон у односу на музику ранијих година и све веће окретање музичким токовима запада, текстови су остали препознатљиви као „народњачки“, а у музици се провлаче псеудофолк мотиви. На албумима појединих популарних певачица деведесетих (Сека Алексић, Светлана Ражнатовић, Драгана Мирковић), данас доминира поп звук, док се други, попут Јелене Карлеуше, окрећу електронској музици.